# Лоцца
Лоцца (итал. Lozza) — коммуна в Италии, располагается в провинции Варесе области Ломбардия.
Население составляет 1033 человека (2008 г.), плотность населения составляет 550 чел./км². Занимает площадь 2 км². Почтовый индекс — 21040. Телефонный код — 0332.
Покровителем коммуны почитается святой Антонин из Пьяченцы, празднование 13 ноября.

## Демография
Динамика населения:

## Администрация коммуны
- Официальный сайт: